# 若干鳳
若干凤（?—?），字达摩，北朝时代郡武川（今内蒙古武川西）人，西魏、北周大臣。
若干凤是鲜卑族。他的先世原居漠北，和鲜卑拓跋氏一起兴起，以部落名为姓。西魏司空若干惠之子。若干凤年少深沉，有识度。西魏大统末年，袭父若干惠之爵长乐郡公，娶丞相宇文泰之女。西魏废帝二年（553年），担任骠骑大将军、开府仪同三司。西魏恭帝三年（556年），为大宗伯。出为洛州刺史。北周建立，征拜大驭中大夫。周武帝保定四年（564年），封徐国公。建德二年（573年），拜柱国。